# Tommaso Masini

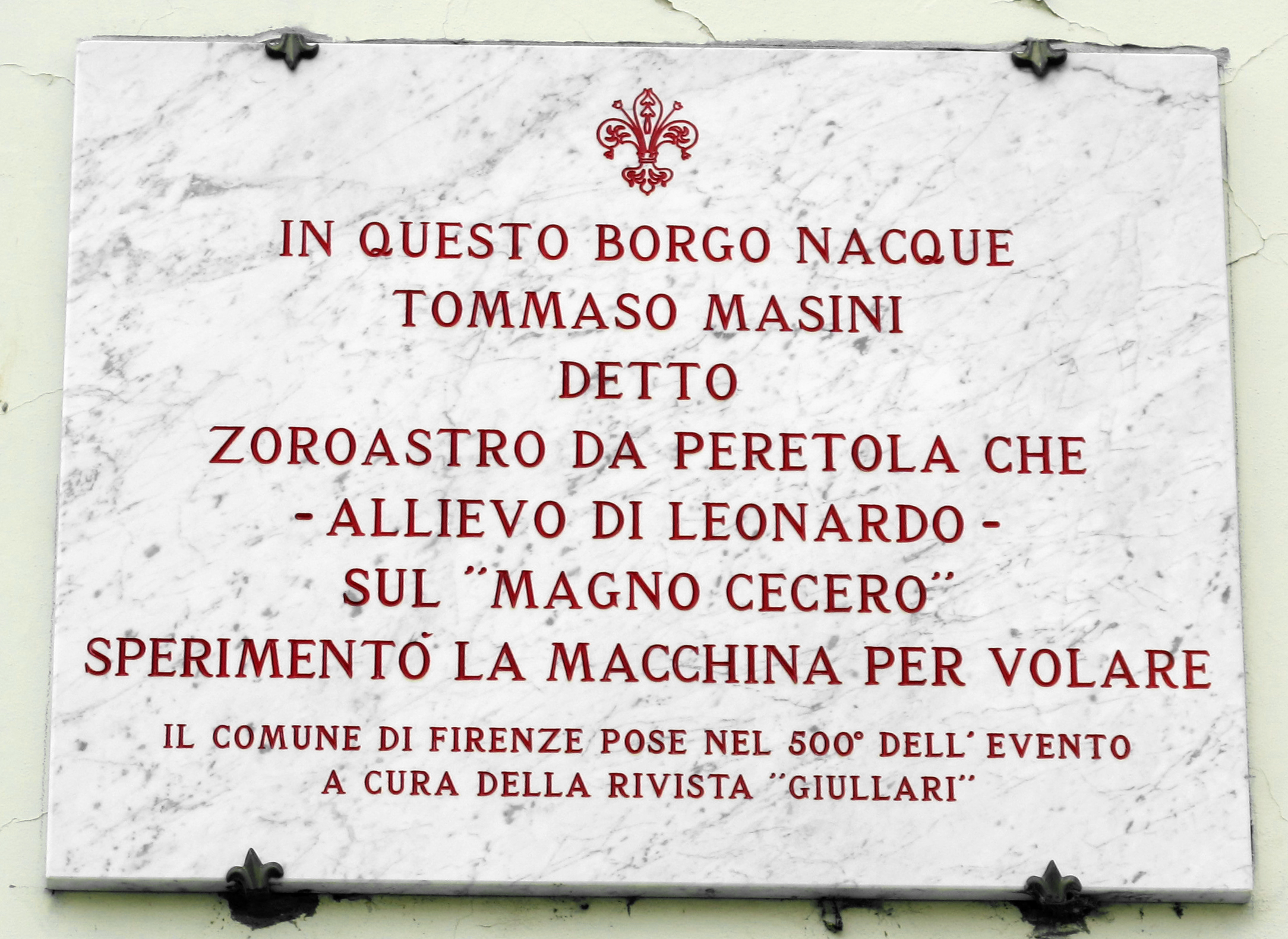
Placa en recuerdo de Tommaso Masini en Peretola

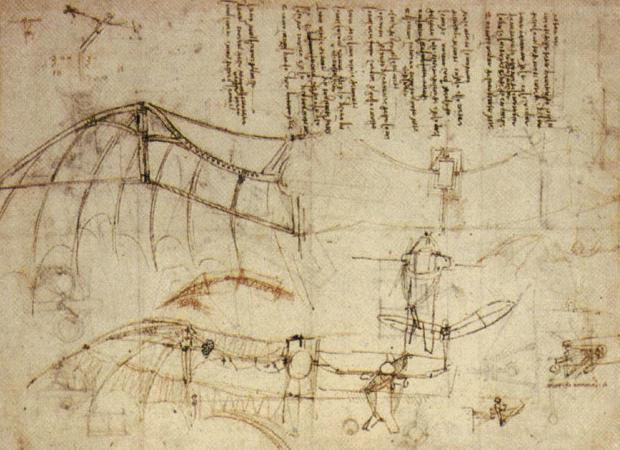
Diseño de una máquina voladora por Leonardo

Tommaso di Giovanni Masini (Peretola, c. 1462 – Roma, 1520), conocido como Zoroastro, fue un amigo y colaborador de Leonardo Da Vinci.
No se sabe mucho acerca de su vida. Según el historiador Scipione Ammirato, había nacido en el pueblo de Peretola, cerca de Florencia, y era hijo de un jardinero, aunque él decía ser el hijo ilegítimo de Bernardo Rucellai, cuñado de Lorenzo el Magnífico. Se sabe que en 1482, Masini, con Atalante Migliorotti (un músico que más tarde trabajaría en la corte de Isabel de Este), dejó Florencia en compañía de Leonardo Da Vinci, con el que había establecido una gran amistad, y lo acompañó en el viaje que los llevó a la corte de los Sforza de Milán. Allí fue empleado como mecánico y "mago", lo que le valió el apodo de Zoroastro.
En 1505 Masini regresó a Florencia con Leonardo, y trabajó como su ayudante en la preparación de colores para el fresco La batalla de Anghiari. En esos años aceptó probar la "máquina voladora" inventada por Leonardo. Puso en marcha el artefacto desde el Monte Ceceri, en Fiesole, con un equipo diseñado por su amigo. La máquina planeó 1.000 metros antes de aterrizar abruptamente. El experimento fue documentado por el propio Leonardo en sus escritos sobre el vuelo de los pájaros.
Otros autores afirman que Tommaso Masini era vegetariano (y parece que Leonardo también) y practicaba las ciencias ocultas. No hay más información, excepto que todavía estaba en Florencia alrededor de 1520 y murió en Roma, aparentemente de cólera.
Fue enterrado en la iglesia de Sant'Agata dei Goti en Roma.